# Мала темна пляма

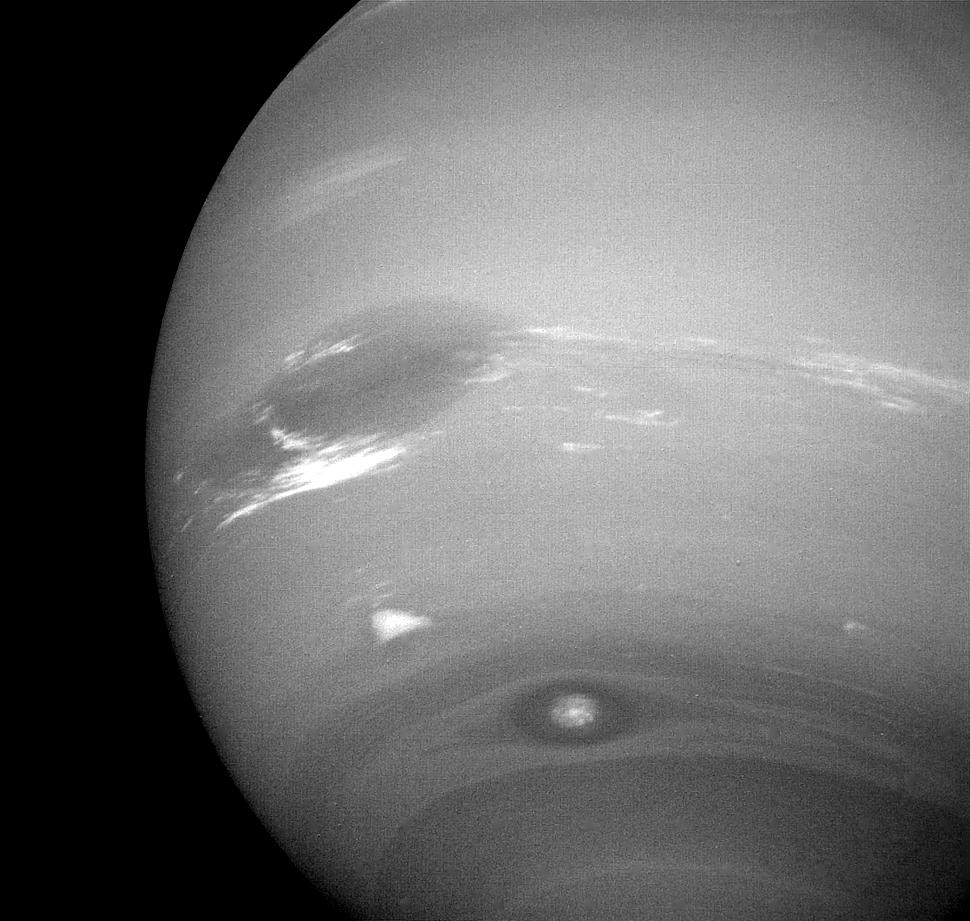
Велика темна пляма (зверху), Скутер (посередині, біла хмара), і Мала темна пляма (внизу).

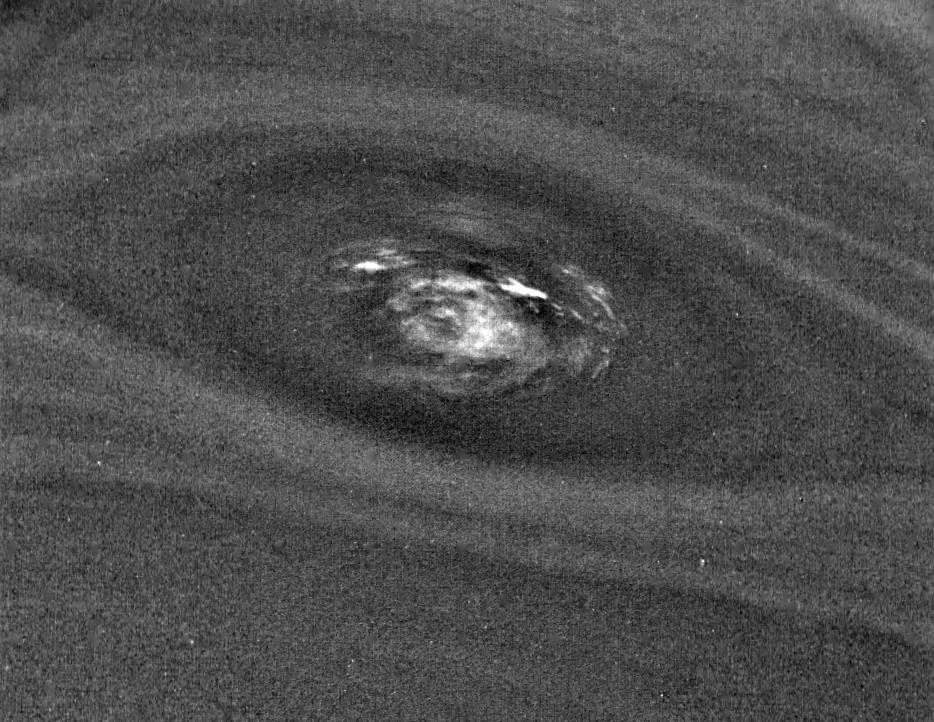
Зображення Малої темної плями високої роздільної здатності.

Мала темна пляма (інші назви — Темна пляма 2, Око чаклуна) — циклонний шторм на південній півкулі планети Нептун. Це був другий за інтенсивністю шторм на цій планеті в 1989 році, коли повз планету пролітав апарат «Вояджер-2». У 1994 році, коли за Нептуном спостерігав телескоп Габбл, цього шторму вже не було.